# Общежитие Коммунистического университета национальных меньшинств Запада имени Ю. Ю. Мархлевского
Общежитие Коммунистического университета национальных меньшинств Запада имени Ю. Ю. Мархлевского — памятник конструктивизма, архитектурный ансамбль на Петроверигском переулке в Басманном районе Москвы. Объект культурного наследия регионального значения.

## История
Коммунистический университет национальных меньшинств Запада был создан при Коминтерне в 1921 году для подготовки политических работников из представителей европейских наций, населяющих СССР и переехавших в Москву иностранных коммунистов из стран Запада. При университете начали работу польская, латышская, литовская, румынская, немецкая и другие школы. Учреждение заняло здание бывшего лютеранского Петропавловского мужского училища на Петроверигском переулке. Университету требовалось общежитие для студентов, и на проведённом правлением учебного заведения закрытом конкурсе победил проект Григория Данкмана, автора ещё 4 конструктивистских зданий в Петроверигском переулке.
Запланированное монументальное здание должно было стать одной из основных построек трассы «Кузнецкое полукольцо», предусмотренной разработанным в 1921—1925 годах градостроительным планом Большой Москвы. План предполагал разделение города на 4 концентрические зоны: деловую и жилую; промышленную; садовую и жилую; оградительную и лесную — и полукольцо должно было служить дублёром Бульварного кольца внутри деловой и жилой зоны. В соответствии с планом был проложен тихий переулок, а зона строительства расположилась на территории университета между Петроверигским переулком и новой улицей. Основные строительные работы велись в 1929—1931 годах, отделка была завершена к 1934 году.
В 1935 году был разработан новый Генеральный план реконструкции Москвы и от строительства «Кузнецкого полукольца» отказались. В 1936 году коммунистические университеты были упразднены. Здание перешло Московскому институту новых языков. В третьем, ближайшем к Кремлю корпусе некоторое время располагалась поликлиника МГЛУ, в середине 2000-х годов он был заброшен. В здании случился пожар, после чего доступ к нему и прилегающей территории был ограничен. Несмотря на это небольшая площадка на крыше стала популярной неофициальной смотровой площадкой с видом на Кремль и Китай-город. Остальные корпуса общежития продолжают работать как общежитие для российских студентов МГЛУ. На середину 2010-х годов в рассчитанном на 1075 человек общежитии проживало менее 300 человек.
Распоряжением Департамента культурного наследия города Москвы от 21 октября 2014 года ансамблю зданий был присвоен статус объекта культурного наследия регионального значения.

## Архитектура
Комплекс зданий общежития начинается от Петроверигского переулка и спускается по крутому склону Ивановской горки. Ближайшее к переулку здание — полукруглая столовая-клуб с балконом по периметру 2-го этажа, по первоначальному проекту поставленная на колонны. Столовая соединена с жилыми корпусами переходом на уровне второго этажа. Планировка столовой, включая размещение лестниц и расположение раздаточной зоны, распределяла потоки людей, не позволяя им сталкиваться. Кухня размещалась под обеденным залом и была связана с ним подъёмниками. 1-й этаж также занимали вестибюль, гардероб и парикмахерская, 2-й — умывальные, уборные, небольшая читальня и красный уголок. Для сотрудников столовой были предусмотрены отдельные душевая и комната отдыха. В подвале здания находился погреб для продуктов. Столовая находилась на пути движения студентов со стороны главного выхода из учебного заведения и центральных улиц города, чтобы те могли пользоваться столовой по пути на работу и по возвращении.
3 жилых комплекса общежития вытянуты «змейкой» и расположены на крутом склоне Ивановской горки. По мере спуска их этажность меняется, но уровень крыш остаётся неизменным. Расположение обеспечило жилым корпусам достаточную освещённость и освободило место для озеленения двора. Стыки жилых корпусов, где расположены лестничные пролёты, создают выступающие полуовальные объём по всей высоте здания и выделены вертикальным ленточным остеклением и парами прямоугольных балконов на верхних этажах. Подъезды отмечены козырьками на одной тонкой колонне и окнами-иллюминаторами вестибюлей. В здании были предусмотрены 351 трёхместная комната и 12 двухместных комнат. Не выходя из заданного ограничения в 4,55 м² на человека, архитектор нашёл удобное расположение комнат и стандартизировал отдельные части сооружения.
Коридоры корпусов имели разную ширину, подобранную сообразно необходимой пропускной способности: коридор первого корпуса, примыкающего к столовой, был на 40 сантиметров шире коридора третьего, дальнего корпуса, которым пользовались только проживавшие там студенты. В концах коридоров располагались общие душевые и умывальные, причём умывальные служили шлюзом, препятствующим проникновению пара из горячего душа в остальные помещения. В полуподвале 1-го корпуса размещался тир протяжённостью 50 метров. Помещение также служило газоубежищем, поэтому перекрытие над ним было сконструировано двойным и имело изоляционную прокладку. Прачечная была вынесена в отдельное одноэтажное строение по гигиеническим соображениям и включала большую стиральную комнату, гладильную комнату, комнату для хранения и выдачи белья и отдельную комнату для самостоятельной стирки. Двор занимали спортивная площадка, зелёные насаждения и газон.
Здания с железобетонными балочными перекрытиями были построены из кирпича с одной внутренней бетонной стеной толщиной 20 сантиметров. Некоторые перегородки были изготовлены из шлако-алебастра, другие — из дерева с прокладкой тонкого картона для придания звуконепроницаемости. В здании сохранились оригинальные деревянные лестничные ограждения. Предусмотренный первоначальным проектом массивный объём 3 и 4 этаже корпусов, опирающийся на 4 тонкие колонны, не был воплощён.
Видно, что Данкман был архитектором очень высокого уровня, и проект у него получился неординарным, редкого качества проработки. Этот комплекс, несмотря на все потери, сохранился неплохо. В той части, которая уходит вниз в сторону Яузы, был пожар, после которого пытались здание восстановить. Там, к счастью, нет катастрофической ситуации, но требуется серьезный ремонт, реставрация-реконструкция. Если выделять 20 лучших конструктивистских зданий Москвы, то общежитие войдет в их число. Здесь можно сделать смотровую площадку на крыше. У нас смотровых площадок в Москве — по пальцам одной руки можно пересчитать, тем более в центре. Можно сделать интересное жилье или отель. А сейчас это зона отчуждения в самом центре.Николай Васильев, искусствовед, координатор проекта «Москонструкт»